# Otto Hintze
Otto Hintze (Pyritz, 27 agosto 1861 – Berlino, 25 aprile 1940) è stato uno storico tedesco.
Docente all'università Humboldt di Berlino dal 1889, dal 1910 fu membro della commissione editoriale degli Acta Borussica. È considerato il fondatore dello storicismo comparato.

## Biografia
Otto Hintze nacque nella piccola città di Pyritz (Pyrzyce), nella provincia della Pomerania, figlio di un funzionario pubblico. Dal 1878 al 1879, studiò storia, filosofia e filologia a Greifswald, dove si unì alla confraternita Germania.
Nel 1880, Hintze si trasferì a Berlino, dove conseguì rapidamente un dottorato sotto la guida di Julius Weizsäcker nel 1884, con una dissertazione sulla storia medievale. Iniziò a lavorare al progetto "Acta Borussica", un'iniziativa di editing dell'Accademia Prussiana delle Scienze diretta da Gustav Schmoller, che si occupava dei documenti amministrativi prussiani del XVIII secolo. Entro il 1910, furono pubblicati sette volumi di fonti sull'economia e l'organizzazione amministrativa in Prussia, corredati da dettagliati commenti storici.
Nel 1895, la sua tesi di abilitazione all'insegnamento universitario fu accettata da Treitschke e Schmoller; nel 1902, divenne professore del neonato Dipartimento di Storia Politica, Costituzionale, Amministrativa ed Economica. Nel 1912, Hintze sposò la sua studentessa Hedwig Guggenheimer. Una delle sue opere chiave, "Die Hohenzollern und ihr Werk" (Gli Hohenzollern e la loro eredità), è considerata un'importante e solida opera di ricerca, nonostante fosse stata commissionata dalla dinastia prussiana degli Hohenzollern per il loro anniversario di regno nel 1915. Hintze si ritirò dall'università nel 1920 per motivi di salute.
Hintze smise di pubblicare dopo l'ascesa al potere del Partito Nazista e, nel 1933, fu l'unico membro a opporsi all'espulsione di Albert Einstein dall'Accademia Prussiana delle Scienze. Nel 1938, Hintze stesso si dimise dall'Accademia, di cui era membro dal 1914. Sua moglie, Hedwig Hintze (nata Hedwig Guggenheimer), la prima donna in Germania a ricevere un dottorato in Storia e la prima professoressa di Storia all'Università di Berlino (Friedrich Wilhelm Universität), a causa delle sue radici ebraiche e delle sue simpatie di sinistra, perse presto la sua posizione di docente all'Università Friedrich Wilhelm, e alla fine dovette fuggire nei Paesi Bassi nel 1939. Otto Hintze sopravvisse a questa separazione solo per pochi mesi. Nel 1942, sua moglie si suicidò per non subire la deportazione in un campo di sterminio da parte dei nazisti.

## Idee

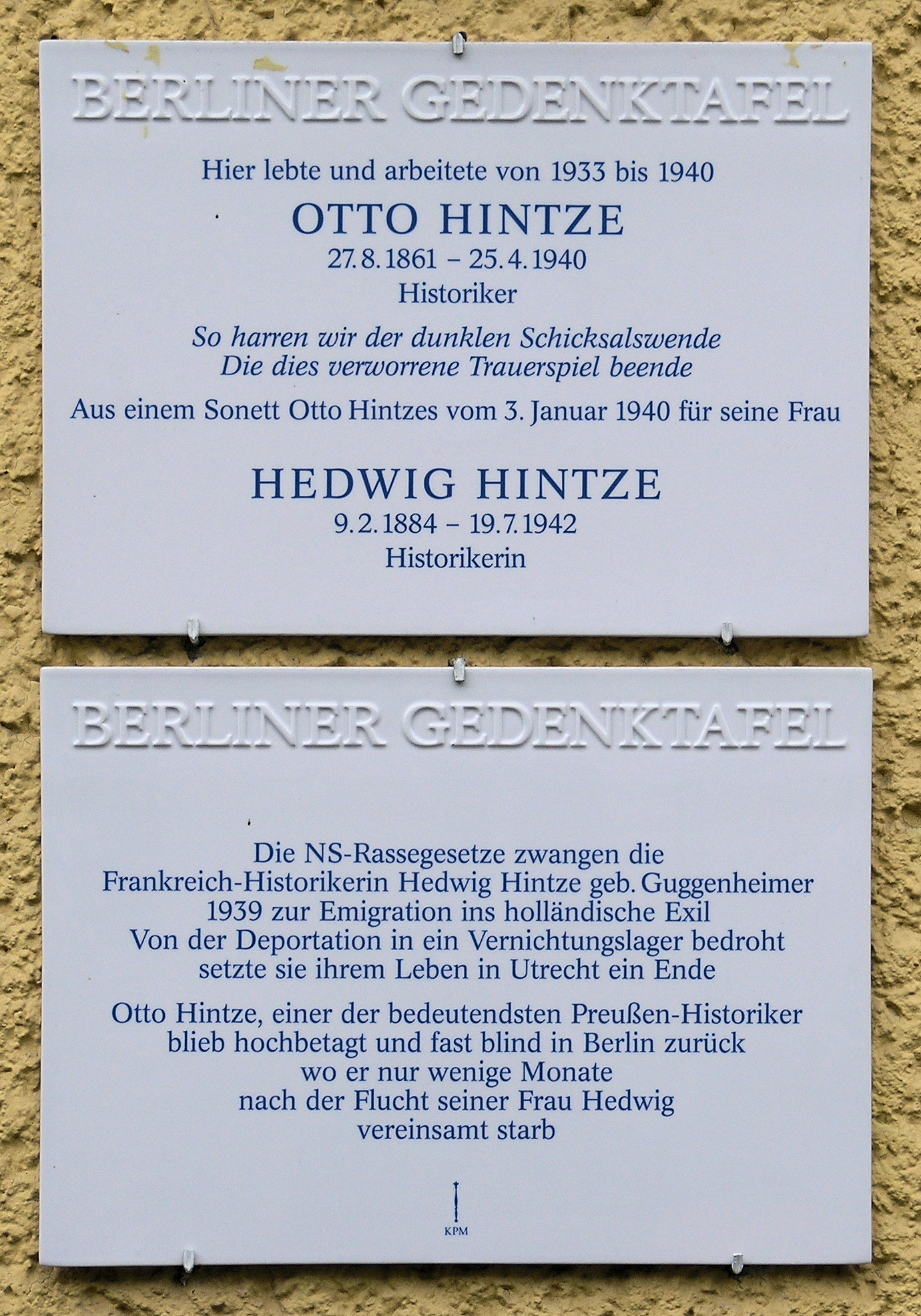

Hintze si dedicò soprattutto allo studio approfondito delle differenze tra i sistemi istituzionali e, in particolare, ai caratteri distintivi della costituzione tedesca rispetto a quelle caratteristiche di altre monarchie del continente, ormai nettamente avviate nella direzione del riconoscimento della preponderanza dell'istituto parlamentare all'interno del sistema costituzionale. «Anche in Germania» scriveva Hintze «esiste una tendenza al passaggio dal sistema monarchico a quello parlamentare». E, tuttavia, visto dalla prospettiva non solo di paesi repubblicani, come la Francia, ma anche da quella di paesi anch'essi a loro volta monarchici, quello tedesco pareva configurarsi come «una specie di costituzionalismo zoppicante, come uno stadio di sviluppo incompiuto della vera Costituzione rappresentativa». Ciò derivava dal fatto che la Costituzione tedesca accordava al «principio monarchico la prevalenza nei confronti della rappresentanza popolare». Secondo Hintze, il quale reputava queste caratteristiche di fatto illiberali pienamente congruenti con i tratti fondamentali non solo della tradizione storica del proprio paese, ma anche della "geografia" stessa della Germania, paese condannato dalla propria collocazione spaziale a tenersi sempre pronto a disporsi in assetto di guerra rispetto alla minaccia occidentale (la Francia) e quella orientale (la Russia), l'impero tedesco era da intendersi in primo luogo come uno Stato militare. Di fronte a questo dato di fatto era naturale che la volontà dei cittadini venisse assoggettata a quella delle autorità superiori: «Da noi, l'antico Stato autoritario, sorto con e dal sistema di guerra, ha mantenuto il comando ed è orientato a subordinare i conflitti di classe sociali all'interesse dello Stato»: l'interesse dello Stato, dunque, garantito dal monarca e pensato come unitario, contro quello dei cittadini, considerati come fatalmente disarmonici e conflittuali al proprio interno; ma anche, al tempo stesso - come logica conseguenza della supremazia costituzionale del primo - la virtuale metamorfosi dei secondi in sudditi, specialmente nell'eventualità di quel particolare stato d'eccezione che coincideva con la guerra.
In tal senso, pur nella cornice di un sistema liberale, nella misura in cui esso accordava ai propri cittadini l'esercizio delle principali libertà civili e politiche, la Germania (e in particolare il suo cuore pulsante, la Prussia, che ne rappresentava i cinque sesti tanto della superficie quanto della popolazione), scriveva Hintze (ibid.) andava considerata come uno
Va da se che, una volta concepito come «popolo in armi», il "popolo delle urne", altrove protagonista della trasformazione in senso democratico dell'Europa, tendeva, nel caso tedesco, a venire risucchiato in una zona d'ombra, mentre la sua proiezione diretta in sede istituzionale - i partiti protagonisti della vita parlamentare - in un sistema costituzionale zoppo erano a loro volta condannati a restare mezzi muti:
Per Hintze, nella prospettiva di un sempre possibile stato di guerra, era insomma necessario che l'unità dello Stato - di per sé inconciliabile con la naturale disunione della società civile e delle proiezioni parlamentari di quest'ultima - fosse messa al sicuro facendo ricorso al principio della certezza e della insindacabilità del comando, e che il complesso dell'autorità statale risultasse affidato alle salde e, all'occasione, autoritarie mani del monarca, capaci di renderlo impermeabile alle sollecitazioni disgreganti emergenti dall'arena parlamentare.